# Дьяково (городской округ Истра)
Дья́ково — деревня, расположенная в Бужаровском сельском поселении Истринского района Московской области. Население — 79 чел. (2010), в деревне 1 улица Шоссейная, зарегистрировано 1 садовое товарищество. С Истрой Дьяково связано автобусным сообщением (автобус № 32).
Находится примерно в 12 км на север от Истры, высота над уровнем моря 179 м.

## Население
| 2002 | 2006 | 2010 |
| ---- | ---- | ---- |
| 87   | ↗90  | ↘79  |